# Rhodaniridogorgia superba
Rhodaniridogorgia superba is een zachte koraalsoort uit de familie Chrysogorgiidae. De koraalsoort komt uit het geslacht Rhodaniridogorgia. Rhodaniridogorgia superba werd in 1908 voor het eerst wetenschappelijk beschreven door Nutting.